# Creu de terme (l'Estany)

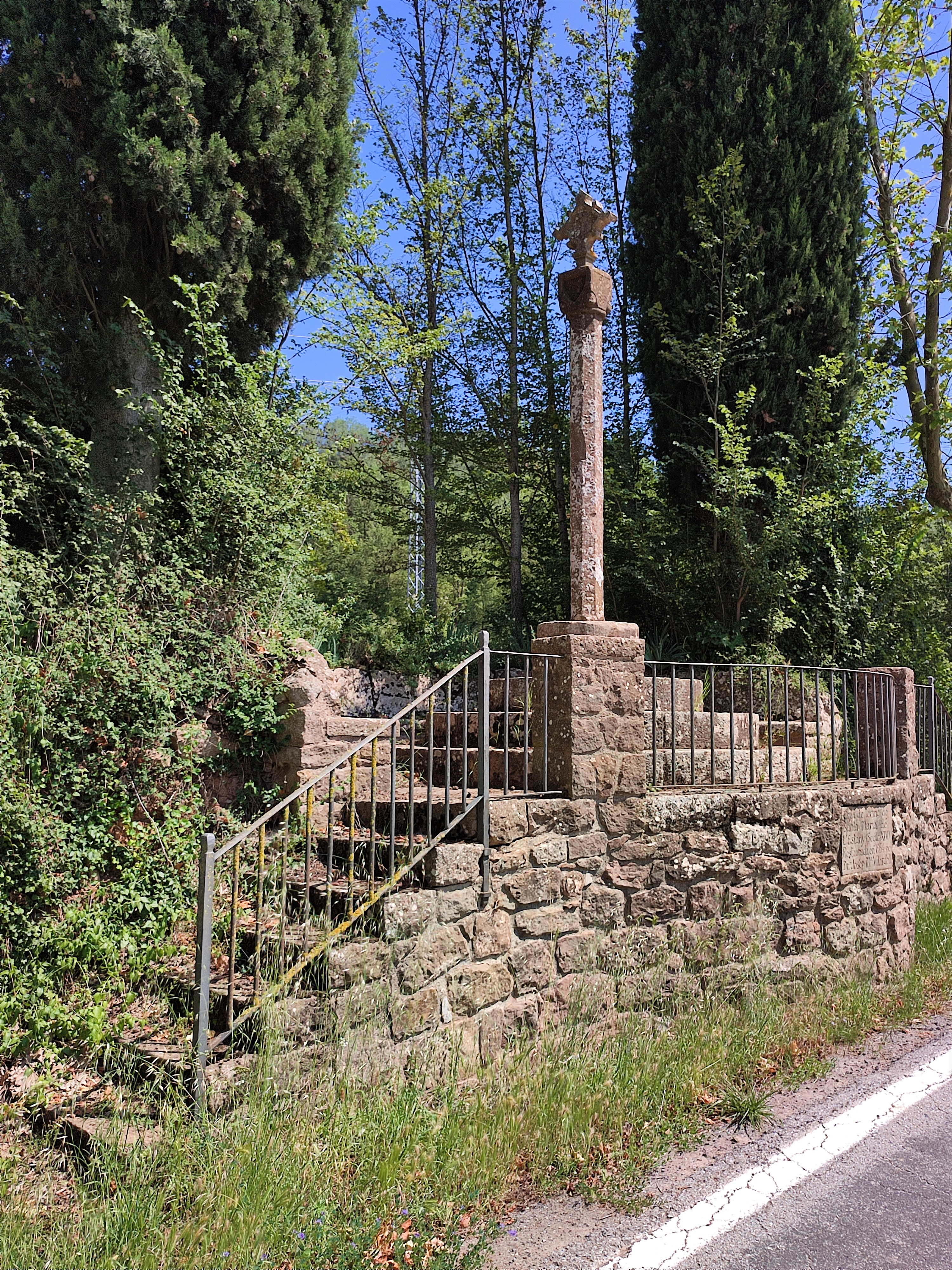
La creu actualment

La creu de pedra de l'Estany protegida com a bé cultural d'interès local, es troba a ran de la carretera que va de Moià a l'Estany en el que avui hi ha el Raval del Prat. És al costat d'una antiga ruta de transhumància, en una plataforma elevada respecte del nivell de la carretera. Consta d'un basament esglaonat de planta circular, amb quatre nivells decreixents en alçada. Damunt d'aquest s'assenta el pilar monolític de planta octogonal, d'uns 2,5 m d'alçada, que sosté el capitell i la creu. El capitell és un cub amb rostres representats als quatre angles inferiors. Les seves cares nord i sud semblen llises, mentre que a els cares est i oest s'hi intueixen una mena d'ones d'aigua que podrien correspondre a l'escut de l'Estany. Damunt seu hi ha la creu amb representacions esculpides de Crist crucificat i de la Mare de Déu en cares oposades.

## Història
La creu de pedra es pot datar cap al segle xiv. Possiblement s'enlairà per iniciativa de l'abadia de Santa Maria de l'Estany.
Aparentment marcava el límit de terme en el camí de transhumància que comunicava el Pirineu amb el Vallès, a través del Lluçanès i de Moià i que vorejava el prat de l'antic estany pel vessant est de la conca d'aportació.
La seva disposició es devia veure afectada per les obres de construcció de la carretera adjacent, que es van dur a terme entre 1882 i 1904.
L'any 1954 fou restaurada pel doctor Josep Maria Vilardell, segons testimonia una placa de pedra col·locada damunt la plataforma, al costat oest, a la vora de la carretera. El poeta de l'Estany Felip Graugés li dedicà un poema:
| «                                                                  | T'alces, oh Creu, divina i amorosa, en el dintell obert al nostre prat; si els segles l'hi deixaren gloriosa, la nostra fe t'hi ha perpetuat. [...] | » |
| — Felip Graugés i Camprodon, Obra poètica completa [Felip Graugés] | |   |

Una tradició ens explica que aquesta creu assenyala el lloc on la imatge de la Mare de Déu de l'Estany es feu tan feixuga que va ser impossible d'avançar més endavant quan s'intentava de traslladar-la perquè no quedés abandonada amb motiu del saqueig públic del qual va ser objecte el monestir . davant el miracle, la imatge de la Verge fou retornada al seu lloc original.